# Przydarłów
Przydarłów [pʂɨˈdarwuf] là một ngôi làng thuộc khu hành chính của Gmina Kozielice, thuộc hạt Pyrzyce, West Pomeranian Voivodeship, ở phía tây bắc Ba Lan. Nó nằm khoảng 7 kilômét (4 mi) phía tây nam Pyrzyce và 41 km (25 mi) về phía đông nam của thủ đô khu vực Szczecin.
Trước năm 1945, khu vực này là một phần của Đức (tên cũ của Đức: Brederlow). Đối với lịch sử của khu vực, xem Lịch sử của Pomerania.